# Eupsophus altor
Espèce
Eupsophus altor est une espèce d'amphibiens de la famille des Alsodidae.

## Répartition
Cette espèce est endémique de la région des Fleuves au Chili. Elle se rencontre entre Lingue et Valdivia sur le versant Ouest de la cordillère de la Costa.

## Publication originale
- Nuñez, Rabanal & Formas, 2012 : Description of a new species of Eupsophus (Amphibia: Neobatrachia) from the Valdivian coastal range, southern Chile: an integrative taxonomic approach. Zootaxa, no 3305, p. 53-68.